# لوحة ربما قصيدة
لوحة ربما قصيدة هو الديوان الثالث للشاعر السعودي بدر بن عبد المحسن بن عبد العزيز آل سعود، صدرت الطبعة الأولى في عام 1416 ، ويحتوي على مجموعة من القصائد النبطية ، والعديد من اللوحات التي رسمها ابن عبد المحسن. 

## نماذج من قصائد الديوان
| لوحة ربما قصيدة |  | لوحة ربما قصيدة |